# Osler-noduli
Osler-noduli (Engels: Osler's nodes) zijn pijnlijke, rode, verheven huidafwijkingen op de handen en voeten. Ze worden in verband gebracht met een aantal aandoeningen, het meest typisch bij infectieuze endocarditis, waarbij deze in circa 10-25% van de gevallen kunnen worden waargenomen. Osler-noduli zijn vaak uiterlijk niet gemakkelijk te onderscheiden van Janeway-laesies die ook voorkomen bij endocarditis. Het onderscheid tussen beide kan echter eenvoudig worden gemaakt doordat Janeway-laesies niet pijnlijk zijn. 

## Pathofysiologie
Osler-noduli zijn het resultaat van de afzetting van immuuncomplexen in de huid. De resulterende ontstekingsreactie leidt tot zwelling, roodheid en pijn die kenmerkend zijn voor deze laesies.

## Differentiaaldiagnose
De laesies kunnen, naast bij infectieuze endocarditis, ook worden gezien bij:
- systemische lupus erythematodes (SLE)
- Marantische endocarditis
- verspreide gonokokkeninfectie
- distaal aan geïnfecteerde intra-arteriële katheter

## Etymologie
De Osler-noduli hebben hun naam te danken aan Sir William Osler, een Canadese arts geboren in 1849 die een grote bijdrage heeft geleverd aan de medische wetenschap. Hij ontdekte onder andere de bacterie Clostridium difficile.